# Nierówność Bernoulliego

Ilustracja nierówności Bernoulliego z wykresami: i odpowiednio czerwonym i niebieskim

Nierówność Bernoulliego – twierdzenie matematyczne opisujące nierówności między pewnymi funkcjami rzeczywistymi, konkretniej między pewnymi funkcjami liniowymi a potęgami innej funkcji liniowej.
Nazwa pochodzi od nazwiska Jakoba Bernoulliego, który wykorzystywał tę nierówność w swoich badaniach.

## Treść

### Szczególna
Jeśli {\displaystyle n} jest liczbą naturalną {\displaystyle (n\in \mathbb {N} )} oraz {\displaystyle x\geqslant -1,} to:
{\displaystyle (1+x)^{n}\geqslant 1+nx.}
Czasem nierówność Bernoulliego definiuje się przez ten szczególny przypadek. Można go udowodnić przez indukcję matematyczną.

### Ogólna
Jeżeli {\displaystyle x\geqslant -1,} to:
{\displaystyle (1+x)^{\alpha }\leqslant 1+\alpha x\quad {\text{dla}}\quad 0<\alpha \leqslant 1}
oraz:
{\displaystyle (1+x)^{\alpha }\geqslant 1+\alpha x\quad {\text{dla}}\quad \alpha \geqslant 1}
Dla {\displaystyle \alpha =1} obie strony nierówności są równe, natomiast dla {\displaystyle \alpha \neq 1} równość w każdej z nierówności zachodzi wtedy i tylko wtedy, gdy {\displaystyle x=0.}